# Chidambaram
Chidambaram (Tamil: சிதம்பரம் Citamparam; auch Tillai) ist eine Stadt im südindischen Bundesstaat Tamil Nadu mit rund 62.000 Einwohnern. Von überregionaler Bedeutung ist sie wegen des Nataraja-Tempels, der als einer der heiligsten Orte des Hinduismus gilt. Ferner befindet sich im Vorort Annamalai Nagar die Annamalai University.

## Geografie

### Lage
Chidambaram liegt im Distrikt Cuddalore des Bundesstaats Tamil Nadu etwa 250 km südlich der Hauptstadt Chennai (Madras). Chidambaram ist Hauptort des gleichnamigen Taluks des Distrikts Cuddalore. Die nächstgrößere Stadt ist Cuddalore ca. 40 km nördlich; bis nach Puducherry (Pondicherry) sind es rund 60 km. Chidambaram liegt inmitten einer flachen Landschaft am Nordrand des Kaveri-Deltas im Hinterland der Koromandelküste. Rund 6 km südlich liegt der Kollidam, der größte Mündungsarm der Kaveri, ca. 5 km nördlich fließt der Fluss Vellar. Zur Küste des Golfs von Bengalen sind es rund 16 km. Zwischen Chidambaram und der Meeresküste erstrecken sich die Mangrovenwälder von Pichavaram.

### Topographie

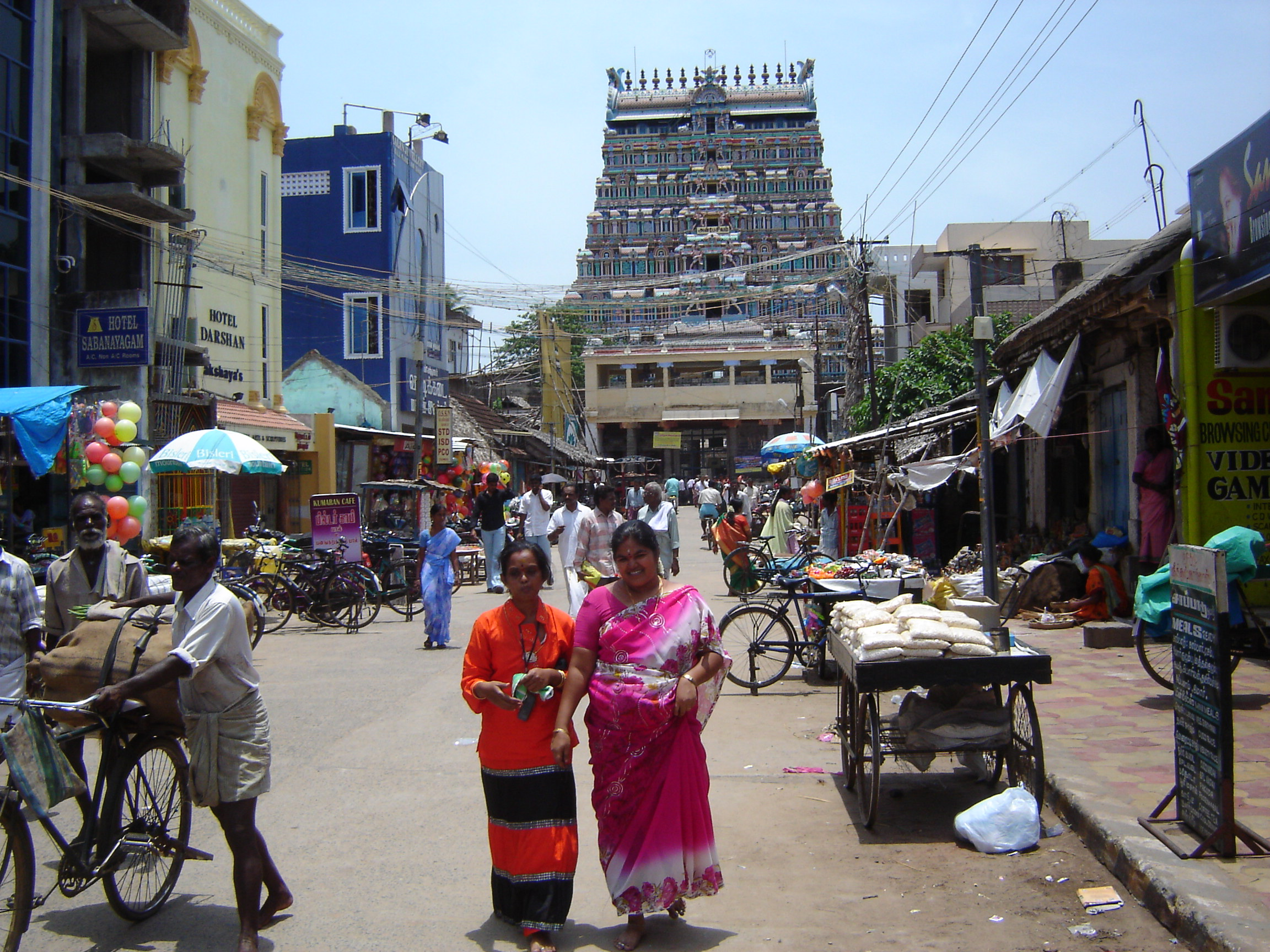
Straßenszene in Chidambaram, im Hintergrund der Osteingang des Nataraja-Tempels

Der Nataraja-Tempel bildet den Mittelpunkt Chidambarams. Er wird von mehreren konzentrischen Ringstraßen umgeben, Querstraßen laufen axial auf die Tempeleingänge zu. Der innerste der Straßenringe wird durch die Straßen East Car Street, South Car Street, West Car Street und North Car Street gebildet. Die Straßen sind mit 18 Metern auffällig breit. Sie werden bei den Tempelfesten für die großen Prozessionen genutzt. Der Name Car Street rührt von den großen Tempelwagen (englisch: car) her, die dabei um den Tempel herum gezogen werden und für die restliche Zeit an der East Car Street gegenüber dem Osteingang des Tempels abgestellt sind. Mit seinem am Nataraja-Tempel orientierten Stadtgrundriss verkörpert Chidambaram den Typus der klassischen südindischen Tempelstadt, wenn auch nicht in derselben Regelmäßigkeit wie etwa das Idealbeispiel Srirangam.
Die Wohnviertel Chidambarams sind traditionell nach Kasten getrennt. Umso höher die Stellung einer Kaste ist, desto näher liegt ihr Viertel am Tempel: Die Priester des Nataraja-Tempels leben in dem Bereich unmittelbar zwischen Tempelmauer und Car Street, in den nächsten konzentrischen Bereichen liegen die traditionellen Viertel anderer brahmanischer Kasten gefolgt von weiteren sozialen Gruppen in absteigender Rangfolge.

## Bevölkerung

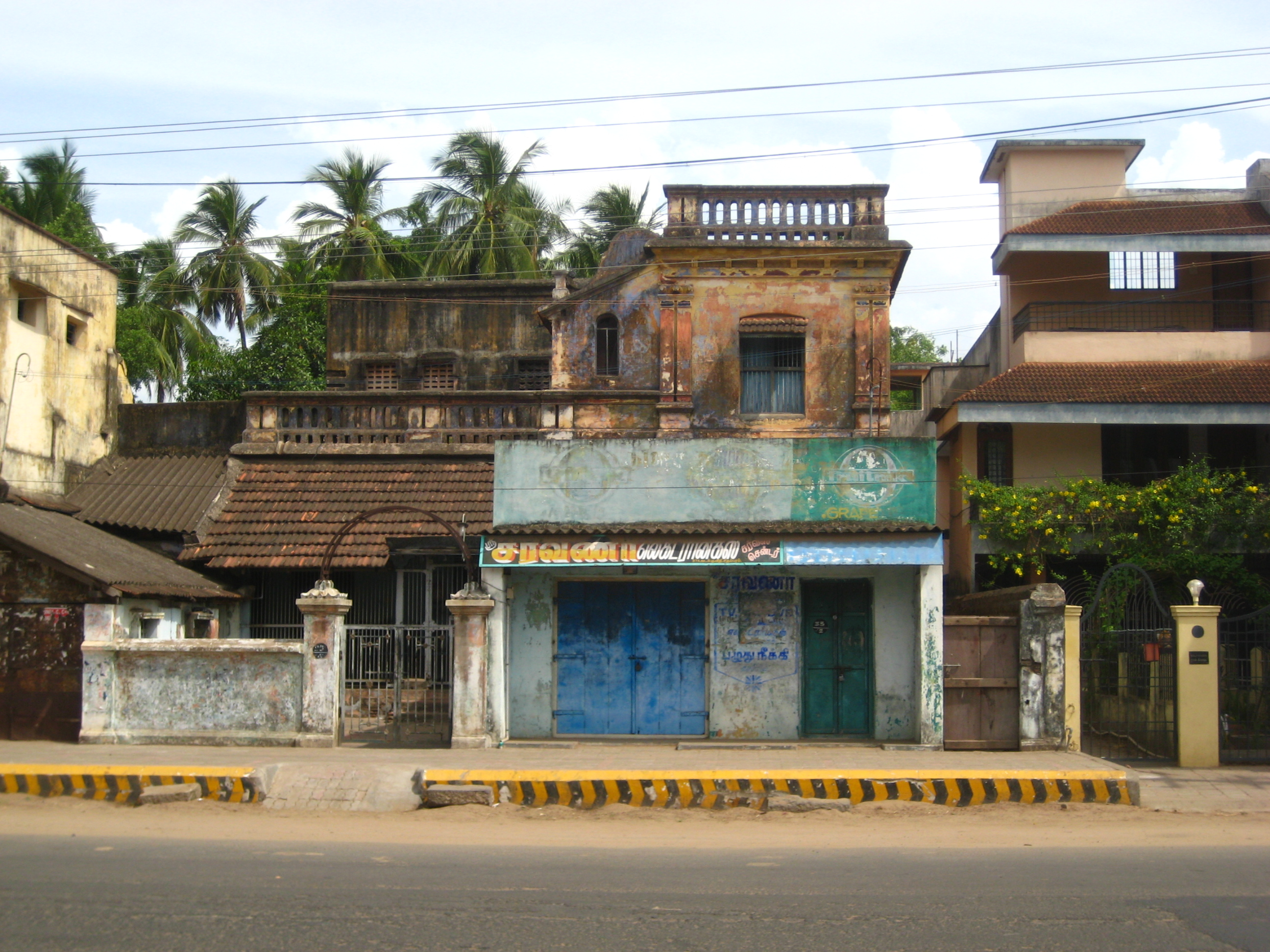
Wohnhäuser in Chidambaram

Ungefähr 90 % der Einwohner Chidambarams sind Hindus, 8 % Muslime und 1 % Christen. Die Hauptsprache ist, wie in ganz Tamil Nadu, das Tamilische, das von 98 % der Bevölkerung als Muttersprache gesprochen wird. Aber auch Hindi und Englisch werden von vielen verstanden.

## Verkehr
Chidambaram liegt an der nationalen Fernstraße NH 45A, der von Viluppuram über Puducherry parallel zur Küste nach Nagapattinam führt. Orte in der näheren und mittleren Umgebung sind durch Überlandbusse angebunden. Die Busse fahren vom Busbahnhof am Südostrand der Stadt ab. Chidambaram ist über die Bahnstrecke Viluppuram-Mayiladuthurai-Thanjavur-Tiruchirappalli an das Eisenbahnnetz angeschlossen. Der Bahnhof befindet sich rund 2 km südöstlich des Zentrums.

## Geschichte

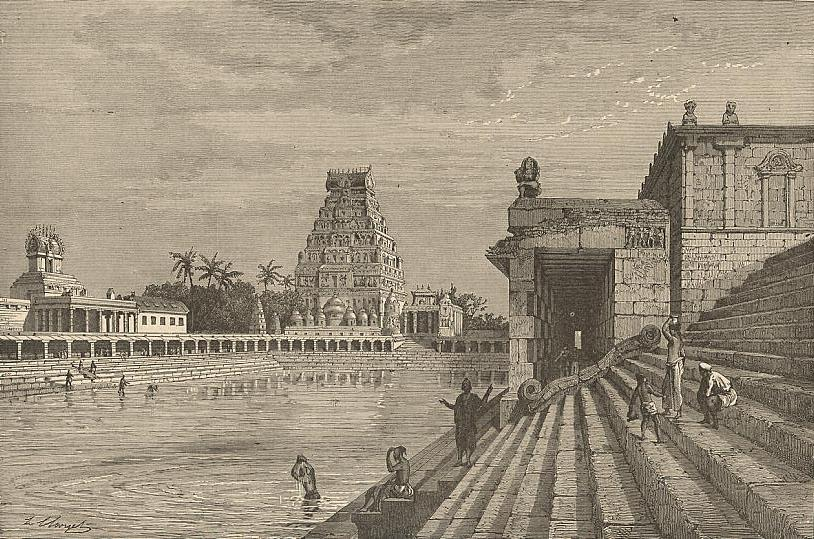
Sacred Tank and Pagoda at Chillambaran, India, Holzschnitt aus den 1870er-Jahren

Ursprünglich lautete der Name Chidambarams Tillai, nach einer Mangrovenart (Excoecaria agallocha), die bis heute in den Mangrovenwäldern nahe der Städt wächst. Der Name Chidambaram leitet sich von der tamilischen Namensform Chitrambalam („kleine Halle“) ab und bezog sich ursprünglich auf das zentrale Heiligtum des Nataraja-Tempels. Später wurde der Name als Sanskrit-Wort Chidambaram („Sphäre des Wissens“) umgedeutet und auf die gesamte Stadt übertragen.
Die frühe Geschichte Chidambarams ist weitgehend identisch mit der des Nataraja-Tempels. Die Ursprünge der Stadt und des Tempels liegen weitgehend im Dunkeln, Chidambaram scheint aber bereits früh ein religiöses Zentrum gewesen zu sein. Im 7. und 8. Jahrhundert besingen die Dichter Appar, Sambandar und Sundaramurti in ihren devotionalen Hymnen Tillai als heiligen Ort. Ab dem 9. Jahrhundert stiegen die Cholas zur vorherrschenden Macht Südindiens auf. Die Chola-Könige erwählten Nataraja als ihre Familiengottheit und förderten den Nataraja-Tempel von Chidambaram. Einige der späten Chola-Könige scheinen im 12. Jahrhundert längere Zeit in Chidambaram Residenz gehalten zu haben. Nach dem Niedergang des Chola-Reichs wurde Chidambaram im 13. Jahrhundert von wechselnden Herrscherdynastien kontrolliert: Zunächst von dem lokalen Herrscher Kopperunjinga (1243–1279), der seine Abstammung auf die Pallava-Dynastie zurückführte, dann von den in Madurai residierenden Pandya-Königen. Nachdem Anfang des 14. Jahrhunderts aus Nordindien kommende muslimische Truppen die Pandyas besiegt und das kurzlebige Sultanat von Madurai gegründet hatten, kam Chidambaram wie ganz Südindien gegen Ende des 14. Jahrhunderts unter die Herrschaft des Vijayanagar-Reichs.
Im 18. Jahrhundert verstärkte sich der Einfluss der europäischen Kolonialmächte in Indien. Während der Karnatischen Kriege, in denen Großbritannien und Frankreich um die Vorherrschaft in Südindien rangen, war auch Chidambaram mehrfach Schauplatz von Kämpfen: Die Franzosen und die mit ihnen verbündeten Marathen eroberten die Stadt im Jahr 1753 und hielten sie bis zur Eroberung durch die Briten sieben Jahre später. Im zweiten Mysore-Krieg nahm Hyder Ali, der Herrscher von Mysore, 1780 Chidambaram ein. Vier Jahre später fiel die Stadt wieder an die Briten und wurde endgültig Britisch-Indien angegliedert.

## Tempel

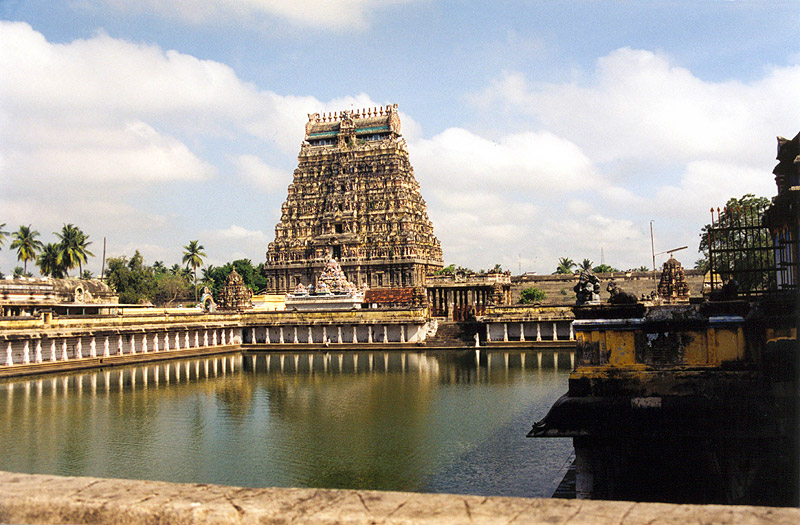
Tempelteich und Nordgopuram des Nataraja-Tempels

Die alles überragende Sehenswürdigkeit Chidambarams ist der Nataraja-Tempel. Er ist dem Gott Shiva in seiner Erscheinungsform als Nataraja („König des Tanzes“), der hier dem Mythos zufolge seinen kosmischen Tanz vollführte Hindus gilt der Nataraja-Tempel, neben den Tempeln in Tiruvannamalai, Madurai und Srirangam, als einer der heiligsten Orte in Tamil Nadu und in ganz Indien. Für Shivaiten in Tamil Nadu ist der Nataraja-Tempel der Haupttempel; wenn also von „dem Tempel“ gesprochen wird, ist jener in Chidambaram gemeint.
Der Tempel von Chidambaram wird bereits im 7. und 8. Jahrhundert in der Dichtung erwähnt; in seiner heutigen Form stammt der Nataraja-Tempel aber im Wesentlichen aus der Spätzeit der Chola-Dynastie (11.–13. Jahrhundert) mit einigen Zutaten aus der Pandya- und Vijayanagar-Zeit (13.–16. Jahrhundert). Das Tempelareal erstreckt sich auf einer Fläche von über 15 Hektar. Vier über 40 m hohe Gopurams (Tortürme) bilden die Zugänge. Im inneren Tempelgelände, das in fünf große Höfe gegliedert ist, befinden sich mehrere Nebenschreine, der Sivaganga-Wasserteich, die „Halle der tausend Säulen“ und das zentrale Heiligtum. Darin wird Nataraja, anders als in den meisten ihm gewidmeten Tempeln, nicht in Form eines Lingams repräsentiert, sondern als Skulptur in einer Darstellung als vielarmiger tanzender Gott.